# Luana Liki Hotel
9°11′45″ пд. ш. 171°51′10″ зх. д. / 9.195865° пд. ш. 171.852887° зх. д.

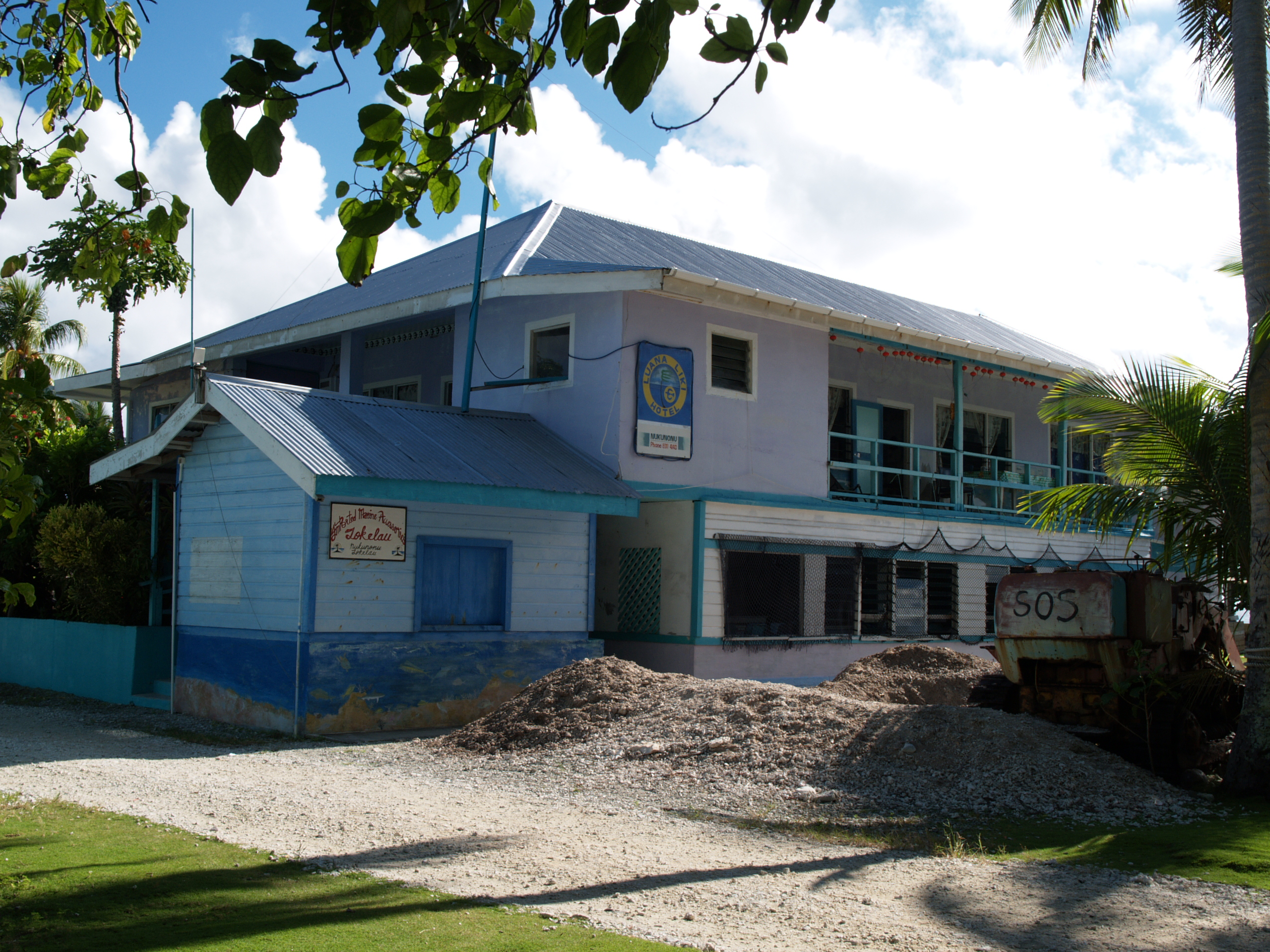
Luana Liki Hotel

Готель Luana Liki — готель у Нукунону, Токелау. Це єдиний готель на Токелау. Численні видатні гості зупинялися в готелі, включаючи колишнього прем'єр-міністра Нової Зеландії Гелен Кларк і генерал-губернатора Нової Зеландії.
Готель Luana Liki в Нукунону також є єдиним громадським закладом харчування та напоїв у Токелау. У готелі також подають самоанське пиво, але його продаж нормований.